# José Panganiban
José Panganiban es un municipio filipino de segunda clase, perteneciente a la provincia de Camarines Norte, en la región de Bicolandia.

## Toponimia
El lugar se conoció como «Mambulao» y en la actualidad honra con el nombre, «José Panganiban», a José María Panganiban, lingüista y ensayista filipino.

## Historia
Hacia mediados del siglo XIX, el lugar, que por entonces se conocía como «Mambulao», tenía contabilizada una población de 2845 habitantes, repartidos en 472 casas. Aparece descrito en el segundo volumen del Diccionario geográfico, estadístico, histórico de las Islas Filipinas (1851) de Manuel Buzeta Núñez y Felipe Bravo con las siguientes palabras:

MAMBULAO: pueblo con cura y gobernadorcillo, en la isla de Luzon, prov. de Camarines-Norte, dióc. de Nueva-Cáceres; sit. en los 126° 23' long., 14° 16' 30" lat., en terreno llano, sobre la costa N. de la prov. y la playa E. del puerto á que da nombre; su clima es templado. Los principales edificios del pueblo son la igl. parr. que es de mediana fábrica, y se halla servida por un cura secular, la casa parroquial, y la de comunidad donde se halla la cárcel. Hay una escuela de primeras letras, cuyo maestro se paga de los fondos de comunidad. Cuenta este pueblo unas 472 casas, inclusas las de sus barrios y anejos. El term. confina por E. con el de Paracale, cuyo pueblo dista 1 ¼ leg.; por O. con el de Capalonga, á 6 ½ id.; por N. con el mar, y por S. se estiende considerablemente sin tener límites marcados, encontrándose por esta parte la cordillera del centro de la prov. cubierta de espesos bosques, y habitada por algunas tribus de negros errantes. El terreno en general es montuoso; riéganlo varios rios que bajan de la sierra de Bagacay, dirigiéndose al N. y desaguando en el mar. Al S. del pueblo se encuentran algunas minas de hierro, y luego la referida sierra de Bagacay. Al N. sobresale una península que forma dos puntas, una al N. O., la de Pinagujan, y otra al N. E., la de Malugnon, y en cada una de ellas hay una visita; al O. del pueblo se halla el puerto de su nombre, y siguiendo la costa al O. se encuentran las visitas de Dajican y Manjó. prod. arroz, maiz, caña dulce, ajonjoli, abacá, algodon, varias clases de legumbres, cocos y otras frutas. ind.: la pesca, la fabricacion de varias telas en la que se ocupan con especialidad las mugeres, algunos se dedican en estraer metales de las minas. pobl. 2,845 alm., trib., 722 ½, que hacen 7,285 rs. plata, correspondientes á 18,212 ½ rs. vn.
(Buzeta y Bravo, 1851, p. 208)

En 2020, tenía censados 63 662 habitantes.